# Fachstelle Maschinenwesen Mitte

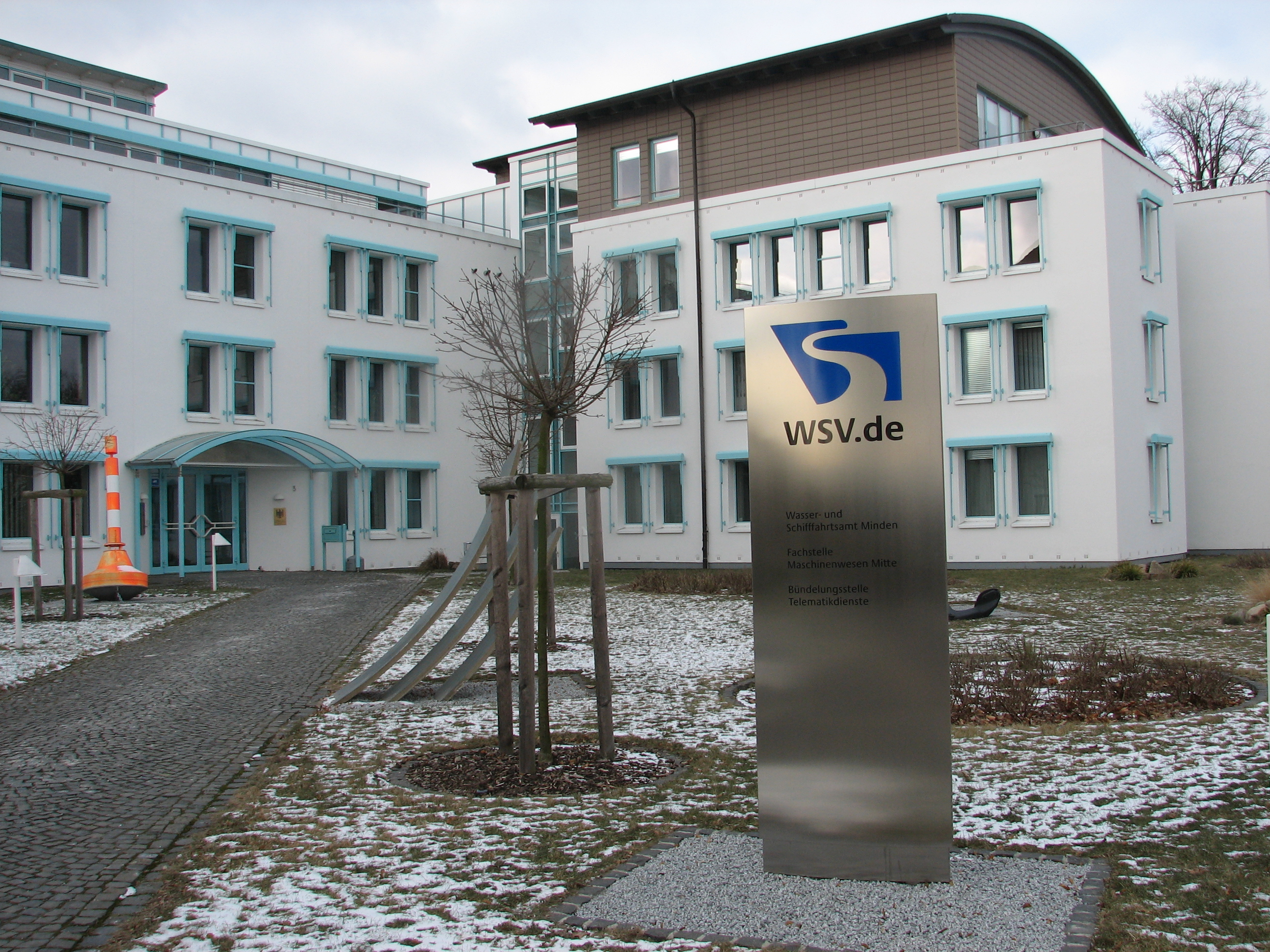
Verwaltungsgebäude der Fachstelle Maschinenwesen Mitte in Minden

Die Fachstelle Maschinenwesen Mitte (FMM) ist eine am Standort Minden des Wasserstraßen- und Schifffahrtsamtes Mittellandkanal / Elbe-Seitenkanal ansässige Bündelungsstelle für Ingenieuraufgaben der Bereiche Maschinenbau, Elektrotechnik, Nachrichtentechnik und Schiffbau.

## Zuständigkeit
Die Fachstelle Maschinenwesen Mitte ist zuständig für Planung, Entwurf und Abwicklung der Instandsetzungsarbeiten an wasserbaulichen Anlagen wie Schleusen, Wehren, Pumpwerken und Sicherheitstoren. Daneben ist sie für die Unterhaltung des regionalen Kommunikationsnetzes der Wasserstraßen- und Schifffahrtsverwaltung und den Neubau und die Instandsetzung der Wasserfahrzeuge der Wasserstraßen- und Schifffahrtsverwaltung zuständig. Darüber hinaus unterstützt die Fachstelle Maschinenwesen Mitte die Neubauämter bei anspruchsvollen Baumaßnahmen.
Das von der Fachstelle Maschinenwesen Mitte betreute Gebiet umfasst die Bundeswasserstraßen Mittellandkanal mit den Stichkanälen Osnabrück, Linden, Hildesheim und Salzgitter, die Weser, Aller, Leine, Fulda und Werra im Bereich der ehemaligen Wasser- und Schifffahrtsdirektion Mitte.

## Geschichte
Die Fachstelle Maschinenwesen Mitte geht zurück auf das am 5. Februar 1919 gegründete Maschinenbauamt Minden, das einen Bauhof in Minden aufbauen und betreiben sollte. Der Bauhof Minden war für alle Wasserbauämter der Wasserstraßendirektion Hannover zuständig. Für die Unterhaltung der Wasserfahrzeuge bestand eine Hellinganlage mit 12 Wagen. Dieser Bauhof wurde am 14. November 1924 zur Staatswerft umbenannt.
Am 7. März 1939 wurde aus dem Maschinenbauamt Minden das Wasserstraßen-Maschinenamt Minden (WMA Minden).
Da der Werftcharakter der Staatswerft immer mehr an Bedeutung verlor, so war diese auch für die Unterhaltung von Schleusen, Wehren, Sicherheitstoren und diversen anderen Landanlagen zuständig, wurde wieder die Bezeichnung Bauhof eingeführt. am 1. Juli 1994 wurde der Bauhof als Außenstelle an das Wasser- und Schifffahrtsamt Minden angegliedert.
Ende 1998 wurde das Wasserstraßen-Maschinenamt Minden im Rahmen einer Reform der Wasser- und Schifffahrtsverwaltung des Bundes als selbständige Behörde aufgelöst. Aus ihm ging zum 1. Januar 1999 die Fachstelle Maschinenwesen Mitte (FFM) hervor, die damals an das ehemalige Wasser- und Schifffahrtsamt Minden angegliedert war, das unter anderem im Anfang 2020 aufgestellten Wasserstraßen- und Schifffahrtsamt Mittellandkanal / Elbe-Seitenkanal aufging.